# نیکلاس پریت
نیکلاس پریت (انگلیسی: Nicolas Priet؛ زادهٔ ۳۱ ژانویهٔ ۱۹۸۳) بازیکن فوتبال است.
از باشگاه‌هایی که در آن بازی کرده‌است می‌توان به باشگاه فوتبال المپیک لیون اشاره کرد.